# Emīlijas Benjamiņas iela

Emīlijas Benjamiņas iela est une rue du voisinage Maskavas forštate à Rīga en Lettonie,.

## Description
La rue Emīlijas Benjamiņas iela commence dans la partie sud du quartier Centrs sur la place de la gare, à l'intersection avec la rue 13. janvāra iela et la rue Marijas iela, en face du boulevard Raiņa bulvāris puis elle se dirige vers le sud
La rue traverse le tunnel de la voie ferrée et pénètre dans le quartier de Maskavas forštate puis passant devant le marché central de Riga elle tourne vers le sud-est.
Elle croise la rue Gaiziņa iela, en face de laquelle se trouve le ministère des Transports (lv) et la rue Turgeņeva iela.
Dans le tronçon situé entre les rues Vilhelma Purvīša iela et Kārļa Mīlenbaha iela, elle passe devant le palais de la Culture et de la Science.
Après l'intersection de la rue Kārļa Mīlenbaha iela, elle croise les rues Jēzusbaznīcas iela et Dzirnavu iela, tourne vers l'est.
Elle se termine à l'intersection avec la rue Lāčplēša iela et la rue Firsa Sadovņikova iela.
La longueur totale de la rue Emīlijas Benjamiņas iela est de 1 045 mètres et elle a 3 à 5 voies de circulation.

## Transports
- Bus	2, 7, 10, 11, 12, 16, 18, 22, 23, 24, 25, 26, 34, 47, 50, 51, 52, 55, 57
- Trolleybus :	3, 4, 13, 15, 19, 20, 31, 34, 35

## Galerie

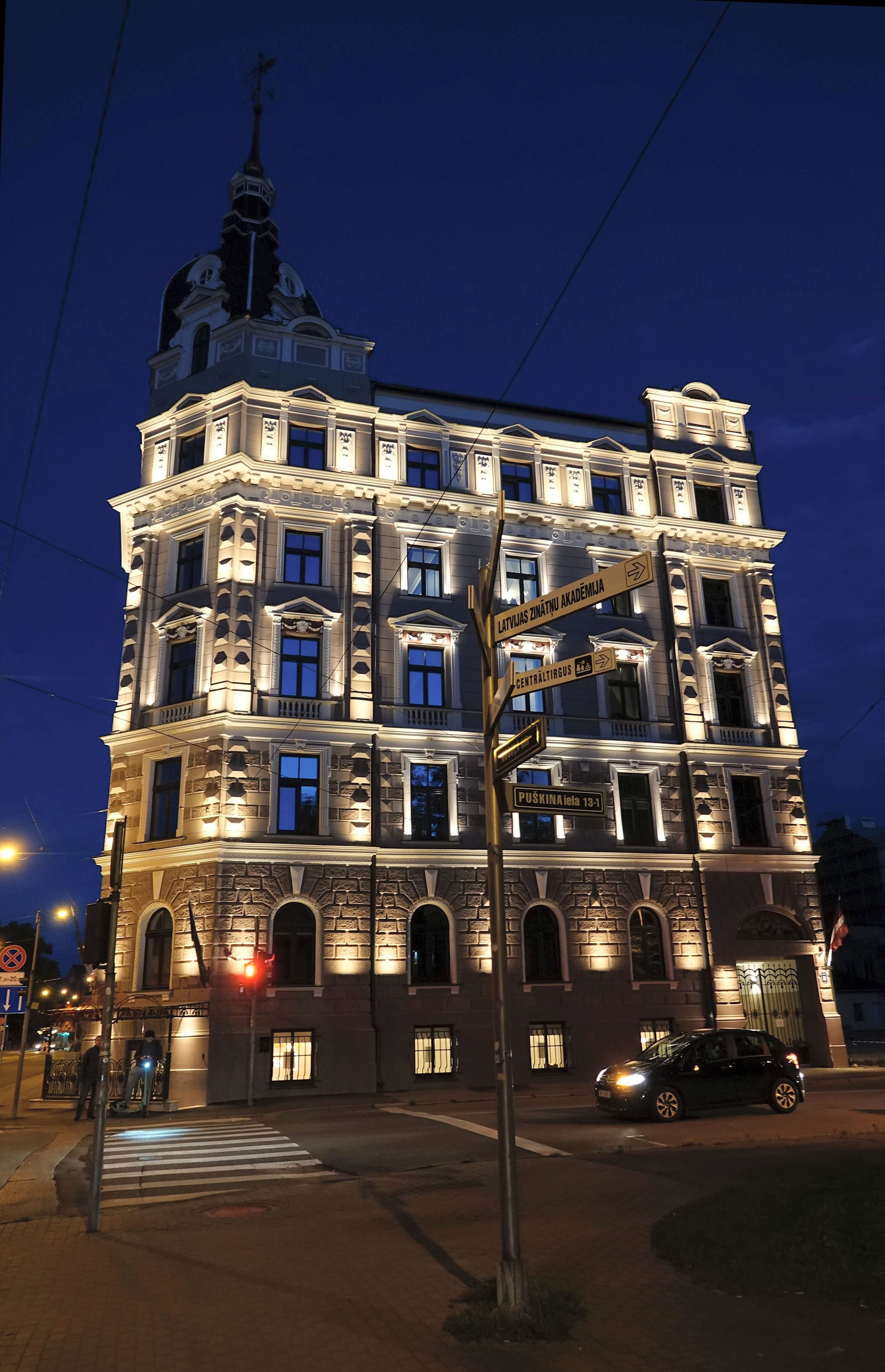
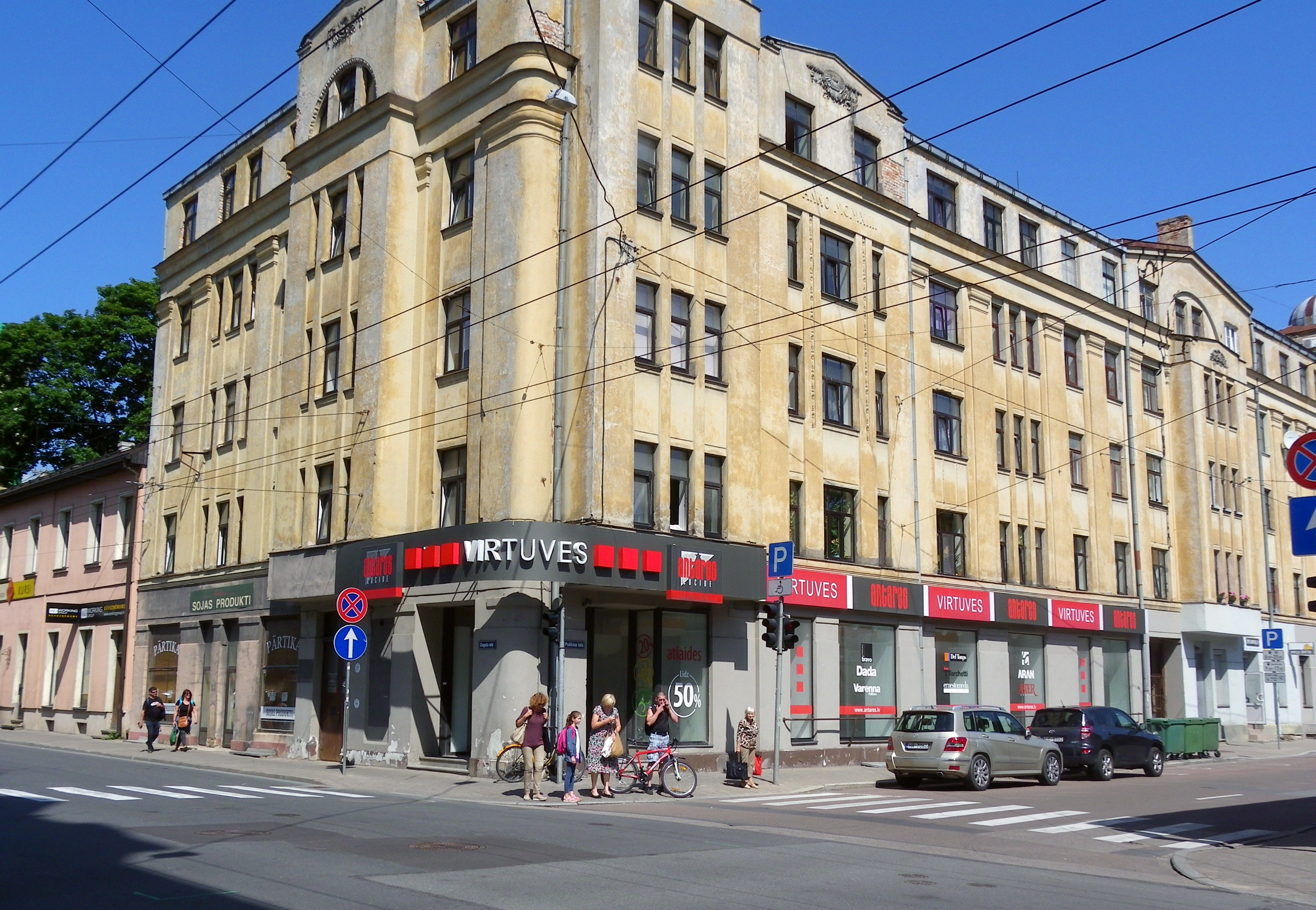
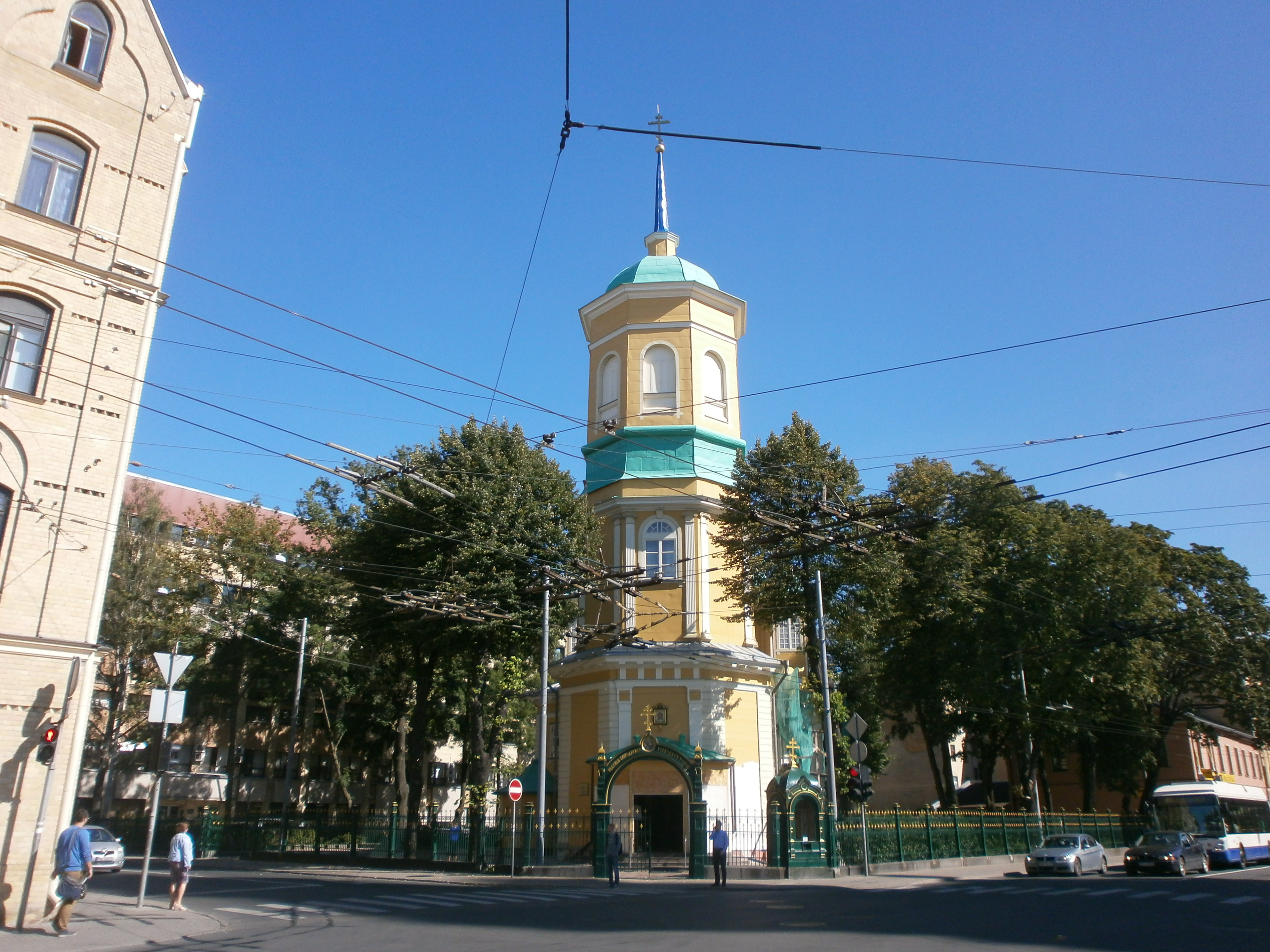
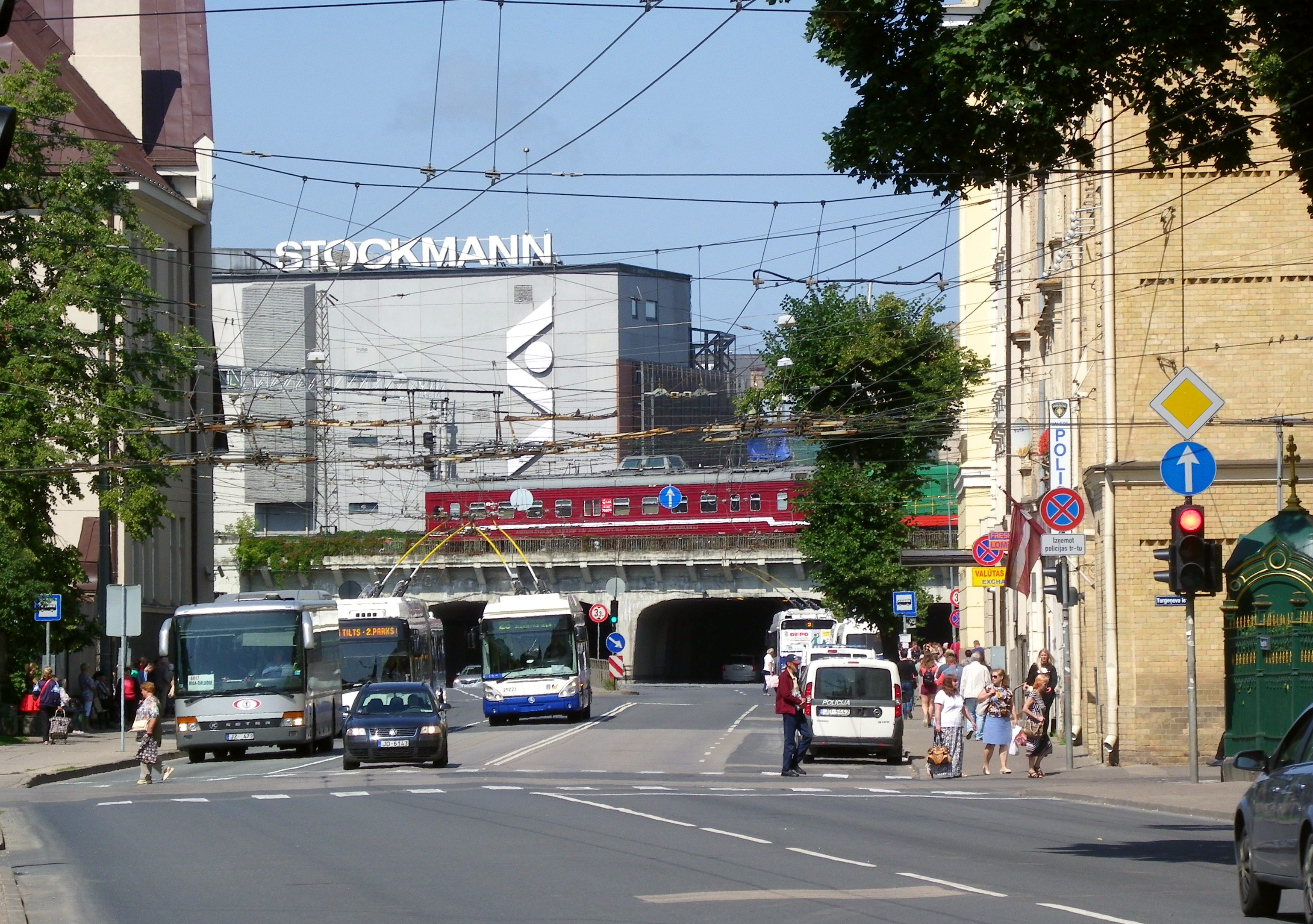

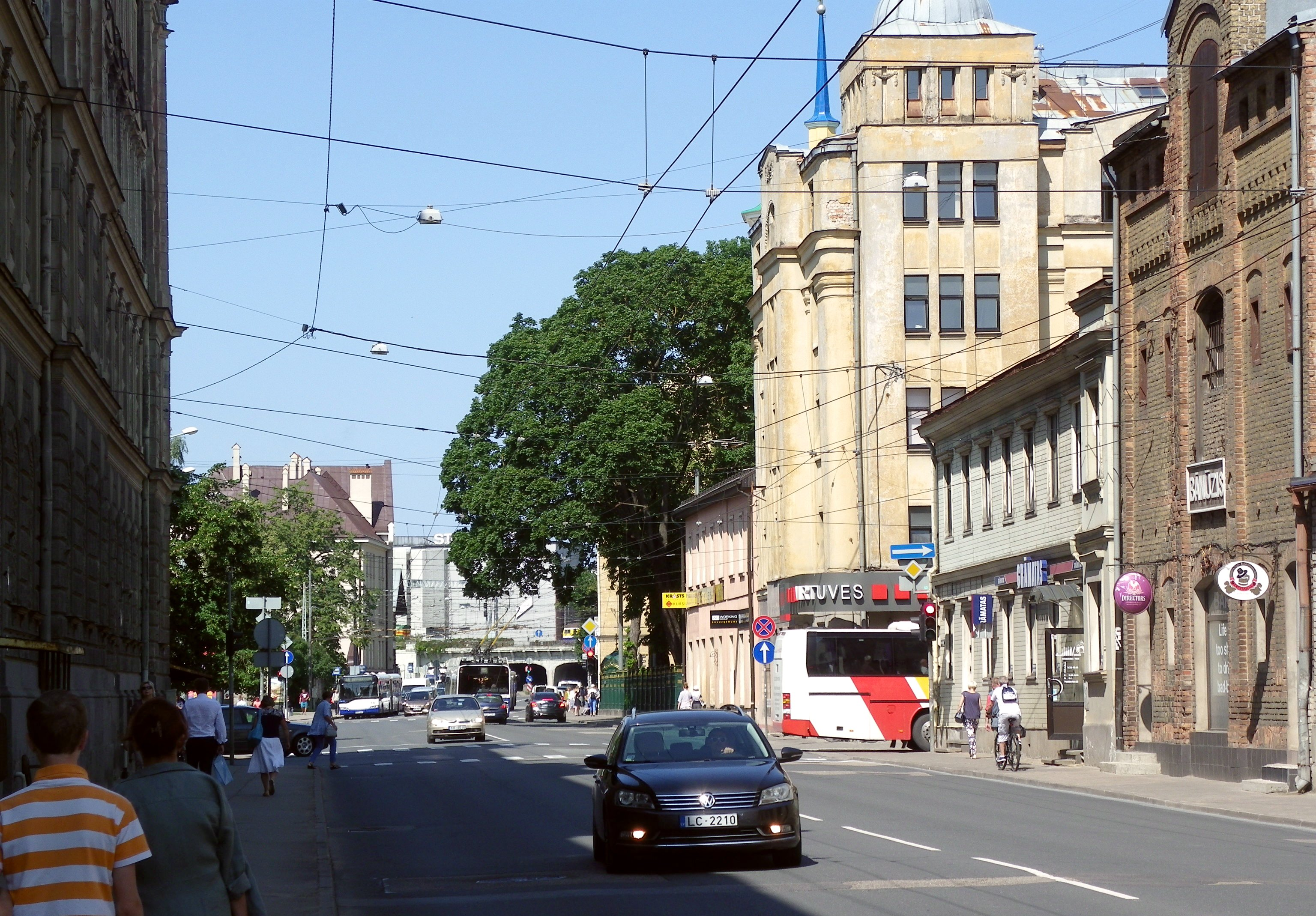
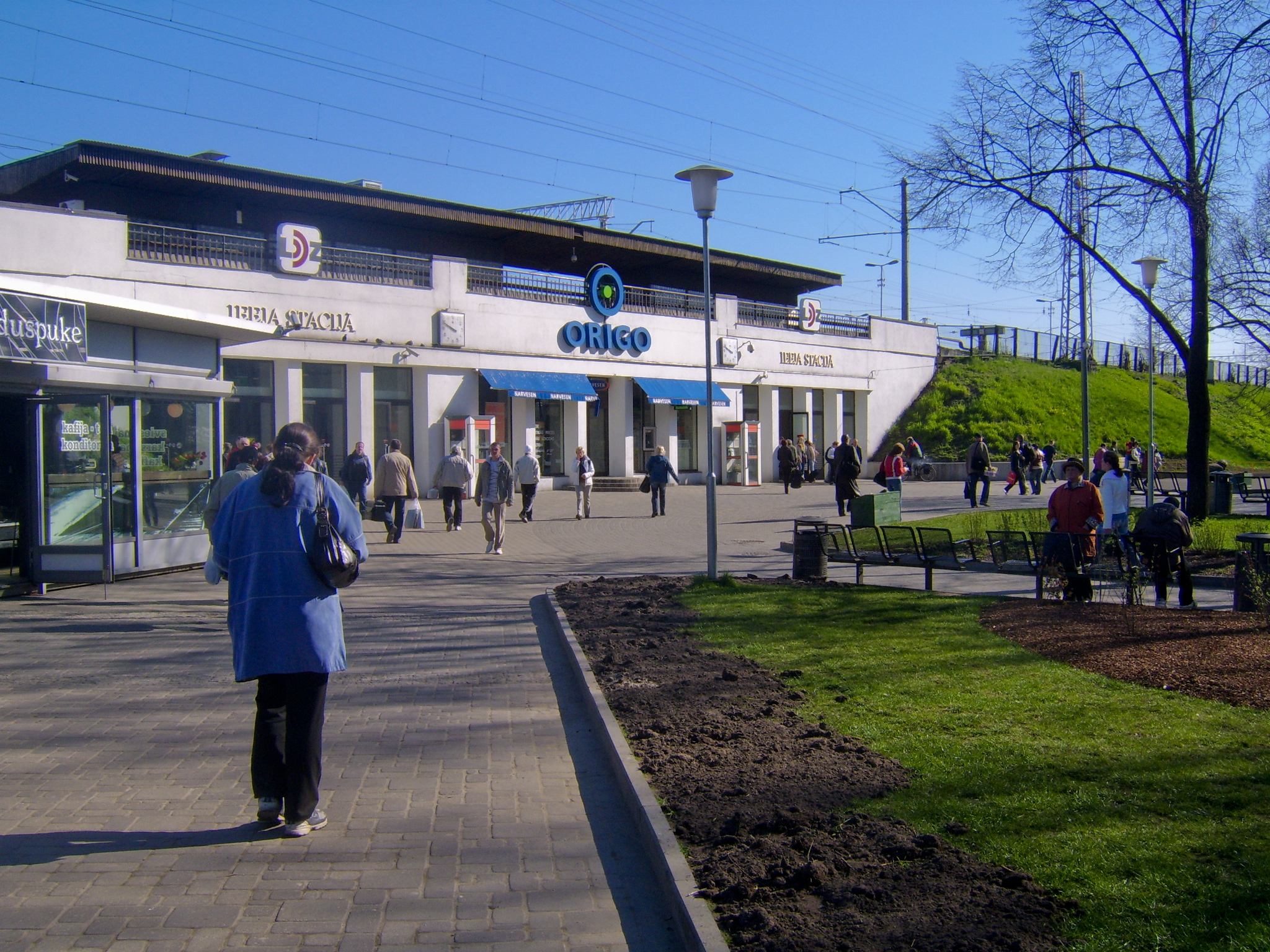
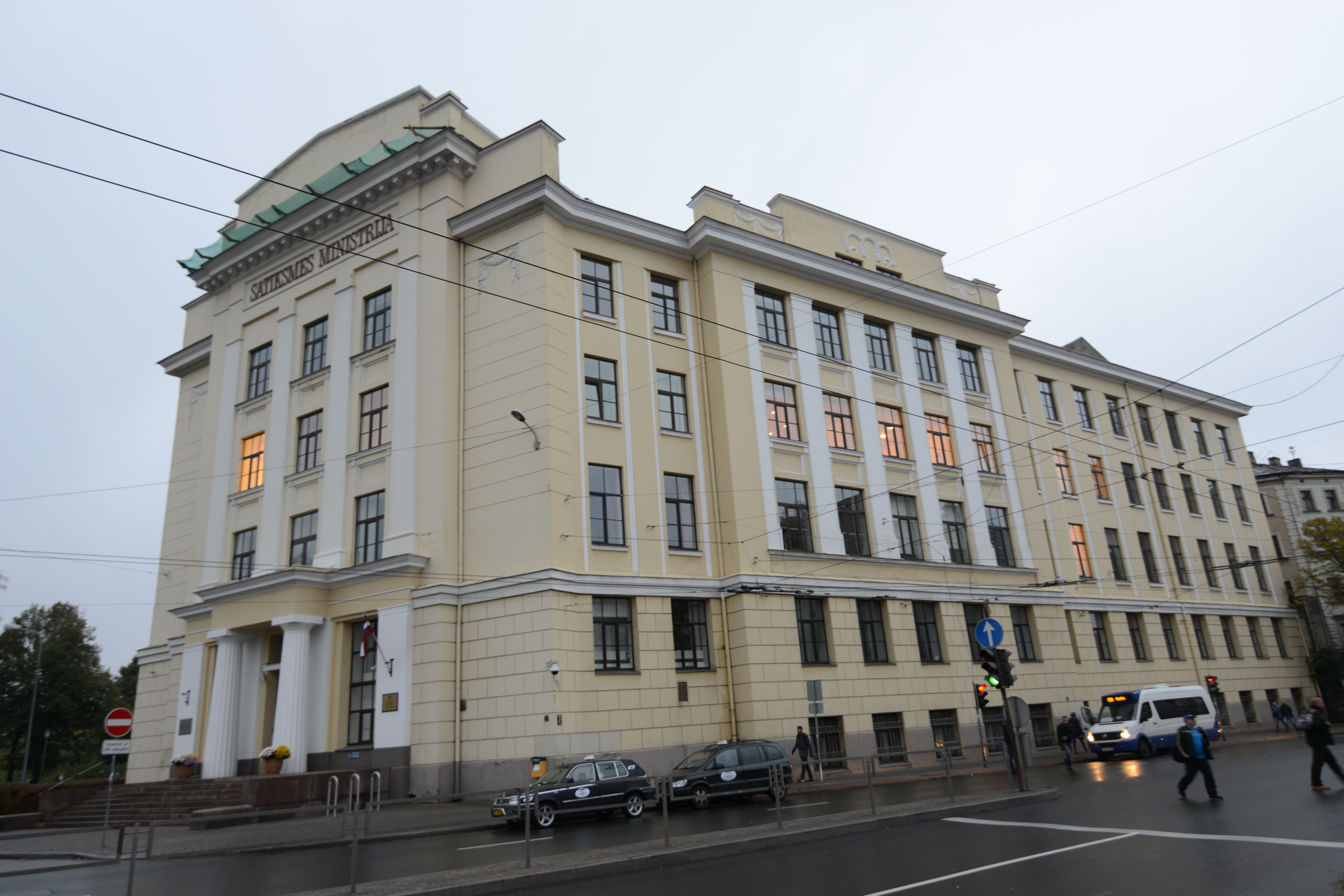
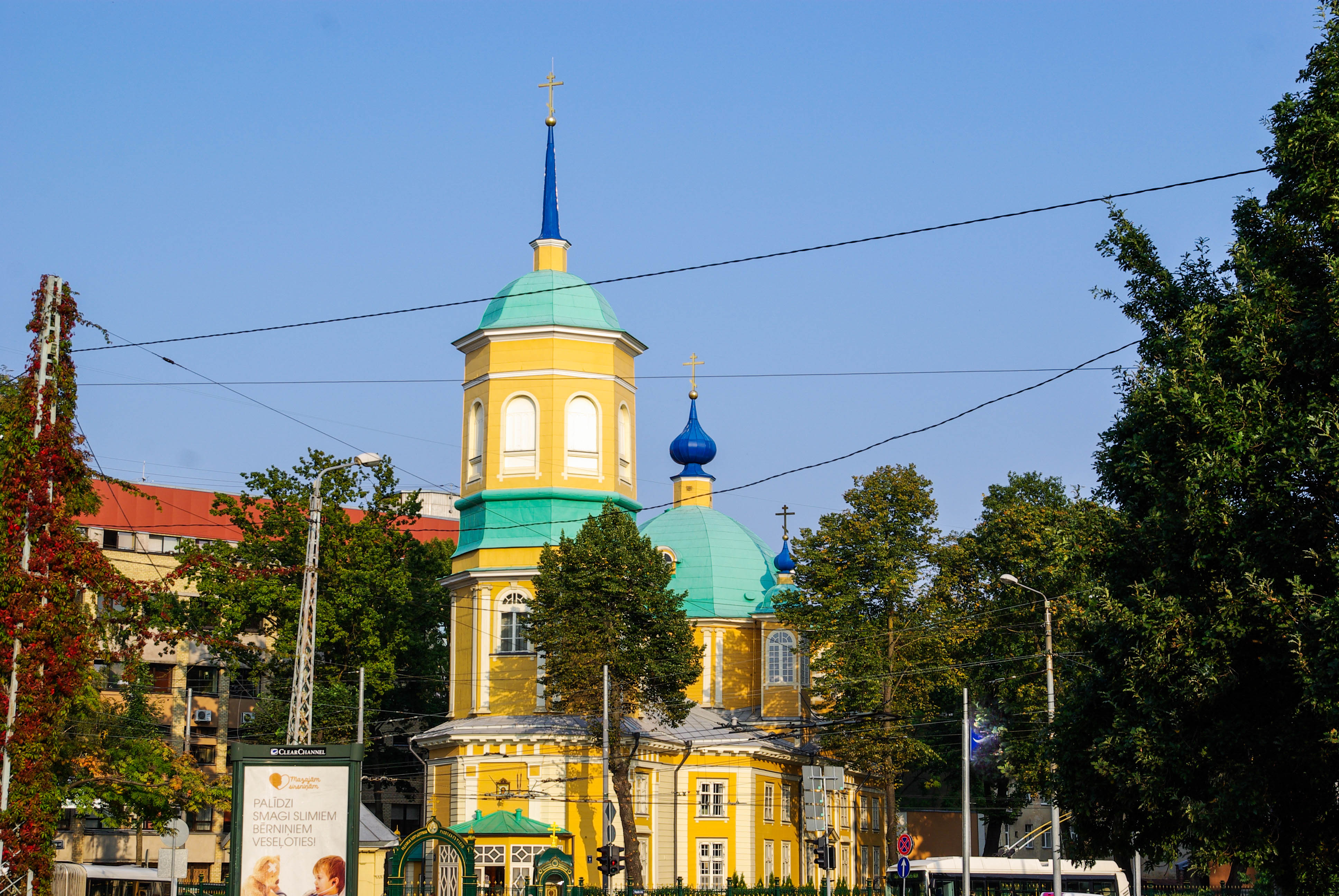